# Народный университет (1978—1982)
Народный университет (Еврейский народный университет) — неофициальные математические курсы высокого уровня для студентов технических вузов, существовавшие в Москве в 1978—1982 годах.

## Предыстория
Дискриминация евреев при приёме в некоторые вузы СССР началась ещё в конце 1940-х годов во время так называемой борьбы с космополитизмом и затронула ведущие вузы, такие как Московский инженерно-физический институт и Московский физико-технический институт, а также многие факультеты Московского, Ленинградского, Киевского и других университетов. На мехмате МГУ она, однако, началась только в 1970 году после того, как П. М. Огибалов сменил   Н. В. Ефимова на посту декана факультета, и была, по сути, одним из проявлений антисемитизма в советской математике. За несколько лет была создана изощренная система отсева евреев-абитуриентов. Выбор членов приёмной комиссии осуществлялся партбюро факультета, задачи для письменного экзамена составлялись таким образом, что пятёрок не получал никто, редко, кто получал четвёрку, и основной положительной отметкой была тройка. В результате судьба абитуриента решалась на устном экзамене, где неугодные абитуриенты получали задачи, решить которые за время в 15-20 минут было практически невозможно. Примерно так же проходили экзамены и в Физтехе. Дискриминации подвергались также крымские татары и представители других репрессированных народов. 
Отдельные энтузиасты, к числу которых принадлежали известный диссидент Валерий Анатольевич Сендеров, работавший в то время во  Второй математической школе, и Белла Абрамовна Субботовская, пытались бороться с этой системой, помогая школьникам готовиться к экзаменам, составлять апелляции и т.  д., но заметных практических результатов их деятельность не имела. Сильным школьникам, имеющим хорошую подготовку и желающим заниматься математикой, приходилось поступать на  факультеты вычислительной математики технических вузов, таких как Московский институт инженеров транспорта (МИИТ), Московский институт нефтехимической и газовой промышленности, Московский институт электроники и математики, где был высокий уровень преподавания прикладной математики, но «чистой» математике уделялось мало внимания, некоторые важные разделы математики не преподавались совсем.

## История создания
Осенью 1978 года на встрече Б. А. Субботовской с Э. Авербухом, С. Селицким, Е. Флитманом и А. Лифшицем, выпускниками московских мат. школ, не принятыми в МГУ или Физтех из-за еврейского происхождения, было решено организовать лекторий для студентов технических вузов,  которые хотели бы углублённо изучать математику. Набралось около  15 желающих и В. А. Сендеров прочел для них две лекции по математическому анализу. Сокурсник Беллы Абрамовны Александр Михайлович Виноградов, приглашённый ей  для чтения следующей лекции, счел форму лектория непродуктивной. Он разработал программу серьёзных занятий, нацеленных на достижение фундаментальной подготовки на уровне мехмата, которая давала бы возможность впоследствии профессионально заниматься математикой. Эта программа включала в себя лекции и семинары по математическому анализу, алгебре и геометрии, причем материал из разных курсов представлялся в согласованном виде, так что изложение складывалось в единую картину. Для её реализации Александр Михайлович  привлёк своих учеников и  участников своего семинара, всего шесть человек, которые в дальнейшем и вели занятия для набора 1978 года. Первоначально занятия проходили на квартире Беллы Абрамовны, затем число слушателей превысило 40 человек и для занятий нашли аудитории  в «Керосинке».
Наборы 1979—1981 годов превышали 100 человек, не все из которых, однако, оставались после первого года: так, из более чем 120 человек, набранных в 
1980 году, осталось около 60. Это объясняется как весьма высоким уровнем трудности преподавемого материала, так и тем, что студенты были вынуждены параллельно учиться в других институтах и такой темп не все выдерживали. Занятия проходили в различных аудиториях по всей Москве, в Нефтяном институте, на химфаке и в гуманитарном корпусе МГУ,  в школе, где работала Субботовская. Некоторые занятия для старших курсов проходили в квартире Беллы Абрамовны. Для заказа аудиторий использовались разные уловки, например, название  «Курсы повышения квалификации преподавателей вечерних  математических школ».
Белла Абрамовна, хотя и была первоклассным математиком, не вела занятий, ограничив себя организационной работой, в которой ей помогала Нина Ефимовна Сохор.  Борис Ильич Каневский, который имел редкий по тем временам доступ к копировальной технике, размножал для студентов конспекты лекций и листочки с задачами, что было серьёзным нарушением советского законодательства.

## Преподаватели

### Набор 1978 года
Лекции читали
- А. М. Виноградов  — анализ
- И. С. Красильщик   — алгебра (кольца и модули)
- В. В. Лычагин  — геометрия
- В. А. Сендеров — анализ
- А. Б. Сосинский  — алгебра

Семинарские занятия вели
- А. В. Бочаров  — алгебра
- С. В. Дужин — геометрия
- А. В. Самохин — анализ

### Набор 1979 года
Лекции читали
- И. Н. Бернштейн
- Е. С. Божич
- В. А. Гинзбург   — алгебра
- А. Шень  — анализ
- В. Б. Шехтман

Отдельные леции на этом потоке прочли И. Н. Бернштейн, В. Г. Кановей  и С. Г. Смирнов.

### Набор 1980 года
Лекции читали
- А. В. Зелевинский  — анализ
- Е. М. Кузницкий   — теория Галуа
- А. Б. Сосинский  — алгебра
- Б. Л. Фейгин — алгебра
- Д. Б. Фукс — геометрия, линейная алгебра

Отдельные леции на этом потоке прочли И. Н. Бернштейн, Д. Лейтес  и посетивший Москву Джон Милнор.
Семинарские занятия вели
- Б. И. Каневский

### Набор 1981 года
Лекции читали
- А. Г. Кулаков   — алгебра
- А. Л. Онищик  — линейная алгебра
- А. Шень — анализ

На квартире Беллы Абрамовны для студентов разных потоков Ю. Н. Тюрин прочитал факультативный курс по теории вероятностей,
а М. С. Маринов по  физике.

### 1980—1983
Все эти году существовал рабочий семинар под руководством Д. Б. Фукса, А. В. Зелевинского и Б. Л. Фейгина.

## Закрытие и дальнейшая судьба
Университет нормально функционировал до лета 1982 года. В июне за распространение листовок с призывом бойкотировать Ленинский субботник были арестованы
В. А. Сендеров, Б. И. Каневский и слушатель университета Илья Гельцер. В  августе 
Б. А. Субботовская была допрошена КГБ, а 23 октября она трагически погибла (была сбита грузовиком при странных обстоятельствах, не исключающих версии об умышленном убийстве). Лекции почти прекратились; только Е. М. Кузницкий при помощи В. М. Гальперина и М. Р. Соловейчика продолжил до весны 1983 года вести занятия для небольшой части слушателей.
За время существования Народного университета более 400 человек повысили свой уровень знания математиики, что в дальнейшем помогло большинству из них заниматься наукой или техникой. Несколько человек, в том числе Алексей Белов-Канель, Аркадий Беренштейн, Виктор Гинзбург, Фёдор Маликов, Андрей Резников, Борис и Михаил Шапиро и Александр Одесский, стали профессиональными математиками высокого уровня. Опыт, полученный преподавателями Университета, оказался весьма полезным при создании в 1991 году «Независимого университета».